# Caroline Lucy Scott
Caroline Lucy Scott, Lady Scott (1784-1857), est une romancière anglaise.

## Biographie
Elle est la deuxième fille d'Archibald Douglas (1er baron Douglas) (1748-1827), et de Frances Scott, sœur de Henry, troisième duc de Buccleuch, elle est née le 16 février 1784. Elle s'est mariée le 27 octobre 1810, à l'amiral Sir George Scott, qui est décédé le 21 décembre 1841. Lady Scott est décédée à Petersham, dans le Surrey, le 19 avril 1857. Elle doit être distinguée de la romancière Harriet Anne Scott (en), Lady Scott.
Son premier roman, A Mariage in High Life (1828, 2 volumes), est édité par l'auteur de la Séduction, sa parente, Lady Charlotte Bury (en). L'intrigue est inspirée de faits et le style est diffus, mais l'intérêt bien soutenu. Une traduction en français est parue en 1830. Une autre édition en anglais est parue en 1857. Deux autres romans ont suivi, également anonymes : Trevelyan, 1833, republié en 1837 (Bentley Standard Romans, N ° 58) et 1860, et The Old Grey Church en 1856. Trevelyan est également paru dans une traduction allemande en 1835.
Lady Scott publie également des œuvres de non-fiction sous son nom : 1. Exposition de Types et de Antitypes de l'Ancien et du Nouveau Testament, 1856; 2. Les incitations à l'Étude de la Bible; l'Écriture Acrostics; un Sabbat, un Passe-temps pour les Jeunes, 1860; et 3. Acrostics, Historique, Géographique, et Biographique, 1863.
Lady Scott est aussi peintre de paysages.